# 초한전쟁
초한전쟁(楚漢戰爭)은 기원전 206년 진나라의 멸망 후 서초 패왕 항우와 한나라 왕 유방과의 5년에 걸친 전쟁을 뜻한다.

## 개요

### 진나라의 붕괴
진나라(秦)의 급격한 통일 정책과 농민에 대한 과중한 부역(賦役)으로 기원전 210년 시황제의 죽음 이후 각지에 반란이 일어나게 된다. 기원전 206년 옛 6국 중의 초나라(楚) 귀족인 항우(項羽)가 진나라를 타도했다. 이후 항우와 그의 협력자였던 유방(劉邦)과의 5년간에 걸친 사투(死鬪)가 벌어졌다.

#### 항우와 유방
진나라가 혼란해지자 항우는 숙부 항량(項梁)과 함께 군사를 일으켰다. 유방도 패현에서 군사를 일으켰다. 항량과 항우는 초나라 왕의 후손 웅심을 회왕(懷王)으로 추대하였다. 기원전 207년 항우와 유방은 각각 진나라의 수도 함양(咸陽)으로 진격하였다. 회왕은 먼저 들어간 사람을 관중(關中)의 왕으로 봉한다고 약속했다.

### 관중으로 들어가기 위한 사투
유방과 항우는 의형제를 맺고 관중으로 출발한다. 항우는 힘으로 성을 점령하는 반면, 유방은 항복을 무혈로 얻어내어 순식간에 먼저 관중을 포위한다. 그리고 결국 진나라의 자영은 항복하였고, 진나라는 멸망하고 만다. 한편, 항우는 뒤늦게 관중에 도착했으나 약속을 깨고 왕이 된다.

#### 홍문의 회
함양에 항우보다 먼저 입성한 유방은 삼장악법을 공포해 진나라의 법을 바꿨는데
늦게 입성한 항우는 이것을 보고받고 홍문에 유방을 불렀는데, 이 홍문에서의 연회는 범증의 계책이었다. 범증은 세 가지 계책을 세워 유방을 죽이려 하였다. 첫째는 유방이 함양 입성 후 한 일들을 죄묻는 것으로 제대로 대답을 하지 못할 때 죽이는 것이고 둘째는 항우가 패를 들면 숨은 군사들이 나와 유방을 죽이는 것이고 셋째는 유방은 술을 잘 못하는 것을 이용해 술 취해 있을 때 실수를 저지르면 죽이는 것이 마지막 계책이다.
하지만 홍문의 연회가 했을 때 유방은 장량의 도움으로 살았고 둘째는 항우의 마음이 변해 죽이지 못했고 셋째는 임무를 맡은 진평이 유방에게는 조금만 주고 항우에게는 술을 많이 주어 항우가 오히려 취했다.
그러자 다급해진 범증이 항우의 사촌 항장을 불러 검무(검을 이용한 춤)를 추다 암살하려 하였으나 항백이 유방에게 도움을 주어 성공을 못 하고 위험을 느낀 장량이 번쾌를 불러 항우와 술을 같이 하게 만들어, 결국 항우가 취해 유방 암살 계획은 실패로 끝났다.

### 양쯔강의 비극
항우는 초(楚) 의제(義帝)에게 팽성(彭珹)으로 수도를 이동할 것을 요청했으나, 의제가 이를 거부하자, 화가 난 항우는 영포를 불러 의제를 양쯔강을 건너도록 하고 의제를 죽이라고 명령한다. 결국, 영포는 의제를 죽이고 배를 침몰시켰으나, 이를 지켜보던 백성들에게 큰 비난을 받았고, 백성들은 의제의 시체를 찾아 묻어 주었다. 그리고 이것은 훗날, 거의 모든 나라들이 항우에게 등을 돌리고 항우의 실패에 큰 원인이 된다.

### 초한 전쟁의 배경
항우는 진나라에 의해서 비롯된 중앙집권체제를 부정하고, 중국 전토에 여러 장수들을 봉건(封建)하여 전국시대(戰國時代)의 구질서를 부활시키는 방법을 택했다. 즉 회왕(懷王)을 받들어 의제(義帝)라 일컫고 침(郴)에 옮긴 후에 이를 죽였으며, 자신은 서초(西楚)를 건국하고 서초(西楚)의 패왕(覇王)이라 일컫고, 팽성(彭珹)에 도읍을 장하여 강소(江蘇), 안휘(安徽) 등지의 9군(郡)을 지배했다. 그리고 여러 장수에 대해서는 군공(軍功)과 협력의 정도에 의거하여 각 지역을 분봉(分封)했다. 유방에게는 파군, 촉군, 한중군의 땅을 떼어 주어 한왕(漢王)이라 하고, 기원전 206년 4월에는 군대를 해산하여 각각 봉국(封國)으로 철수시켰다.
그러나 항우가 실시한 논공행상(論功行賞)은 많은 불만을 남겼다. 특히 회왕(懷王)의 약속에 위반하여 벽지(僻地)의 한왕에 봉해진 유방은 가장 불만이 큰 사람이었다.

### 초한 전쟁
그해 8월, 유방은 관중을 공격하러 나섰다. 순식간에 관중 일대를 정복하여 역양에 도읍을 정한 유방은 이듬해 3월에는 의제의 복수를 주장하고 반초 세력을 결집하여 항우와 대결하게 되었다. 그 후 약 2년여에 걸쳐 항우와 유방은 상양 부근을 끼고서 동서에 대치하여 격투를 계속했다.
그동안, 유방은 싸움이라는 싸움에서는 모두 다 항우에게 패했으나, 진평(陳平) 등의 반간계략(反間計略)을 써서 교묘하게 항우의 여러 장수들을 이반시키는 한편, 한신을 제왕에 봉하여 배후에서 항우를 겨누게 했다. 또한 팽월에게 명하여 서초의 양도를 끊게 하는 등, 서서히 항우를 괴롭혔다.
기원전 203년 8월에 일단 화의가 성립됐으나, 유방은 이를 어기고 항우를 추격하여, 그해 12월 항우는 사면초가 속에서 자살하고, 초·한의 싸움은 한나라의 승리로 돌아갔다.

## 중요 전투들

### 삼진왕 vs. 유방
기원전 206년 4월, 유방은 산지이자 귀양지인 파촉을 얻는다. 얼마 뒤, 천하통일의 최고공신인 한신을 얻고, 그해 8월, 마침내 관중을 향해 공격을 시작한다. 한신은 번쾌를 잔도 보구 현장에 내보내어 적들을 방심하게 만든 뒤, 기습 공격하여 삼진왕을 결국 모두 꺾고 이 전투는 유방의 대승으로 끝났다. 한편, 유방은 마침내 함양을 공격해 함락시켰다. 그러나 그 이후 유방은 가장 큰 패배였던 팽성대전을 맞게 된다.

### 팽성대전
팽성대전은 기원전 205년, 팽성에서 서초와 한나라의 대규모 충돌을 말한다.당시 장량의 반대에도 불구하고 불구하고 56만 대군을 일으킨 유방은 많은 반대 속에 위표를 대장군으로 삼고 팽성을 함락시킨다. 그러나 그 뒤 유방은 매일 연회를 열고, 점점 군기는 무너지고 있었다. 한편, 항우는 이 소식을 듣고 수수강변에 진을 치고 한나라와 충돌한다. 그러나, 군기가 무너진 한나라와 군기가 제대로 사로잡힌 서초와의 싸움은 손쉽게 서초의 승리로 끝났고, 그 뒤 엄청난 대패를 당한 유방은 힘겹게 도망치다가 겨우 형양성으로 피신할 수 있었다.
이 과정에서 유방은 괴상한 방법으로 탈출했는데 유방 본인으로 변장한 기신을 지휘관으로 삼아 당대에는 상상조차 못할 여군을 편성해서 기신이 그 여군들을 이끌고 거짓 항복을 하는 사이에 유방이 탈출했다. 기신은 항우에게 화형당했으며 그가 이끈 여군들은 서초 병사들에게 겁탈당했다.

### 해하전투
팽성대전 이후 수많은 전쟁을 겪어오던 양국은 결국 기원전 203년 8월, 평화협정을 체결한다. 이 내용은 항우는 동쪽, 유방은 서쪽으로 다시 들어가고, 태공 등 유방의 가족들을 유방에 넘긴다는 내용이였다. 당시 불리한 상황에 놓여있던 항우는 이 제의를 당연히 수락하지만, 유방은 이를 어기고 서쪽으로 물러가지 않은 채 병사를 훈련시켰다. 한편, 항우는 거의 놀기만 하다 이 소식을 듣고 서서히 군사를 훈련시키고, 결국 유방은 선전포고문을 항우에게 보낸다. 그렇게 협정은 완전히 깨지고 다시 양국은 전투에 들어가나, 한신의 교묘한 전략을 도저히 이기지 못하고 결국 팽성은 함락되고, 한신의 계략으로(한신은 초의 진지의 초나라의 노래를 퍼뜨렸고, 결국 고향 생각에 서로잡힌 병사들은 단체로 한나라에 투항한다.)28명의 병사만 남고, 한신에게는 100만의 군사가 있었다. 그러나 결국 수많은 포위망을 뚫고, 2명이 죽고 단 26명은 해하에서 최후의 싸움을 벌이나, 패배하여 결국 25명의 군사는 전부 죽고 항우만 남았다. 이때, 여마동과 항우는 전투중 만났고, 이미 항우의 군사가 전멸당한 상태였다. 여마동은 옛 정으로 마지막 1개의 소원을 들어주겠다고 했으나, 항우는 결국 여마동에게 자신의 수급을 선물로 주겠다면서 오강에서 자결하고 만다. 이 때 유방은 항우를 죽여온 자에게 제후로 봉해주겠다는 명령을 내린 상황이었고 항우가 이를 알고 있어서 여마동에게 상을 받게 하려고 고의로 여마동 앞에서 자결했다.
항우가 자결하자 여마동을 비롯하여 왕예, 양무, 양희, 여승 등 여러 장수들이 항우의 영구를 놓고 쟁탈전을 벌이는 통에 항우의 영구는 사지가 찢어졌고 왕예가 항우의 머리를 들고 달아나자 나머지 장수들이 각자 팔과 다리를 하나씩 가져갔다. 이후 항우의 육체를 획득한 장수들 전원이 공신으로 책봉되었다.

## 관련 작품
- 《초한지》 (소설)
- 《초한지: 영웅의 부활》 (영화)

## 관련 저서
- 이동민, 《초한전쟁》, 흠영, 2022: 초한전쟁을 지리학의 시각에서 서술한 책이다.

## 참고 문헌
- 이 문서에는 다음커뮤니케이션(현 카카오)에서 GFDL 또는 CC-SA 라이선스로 배포한 글로벌 세계대백과사전의 내용을 기초로 작성된 글이 포함되어 있습니다.